# Tour d'Italie féminin 2005
La 16e édition du Tour d'Italie féminin (Giro Donne 2005, Giro d'Italia Internazionale Femminile en italien) a lieu du 1er au 10 juillet 2005. La course fait partie du calendrier UCI féminin en catégorie 2.1.
Nicole Brändli, l'une des favorites, s'empare dès le prologue du maillot rose et le garde jusqu'à la fin. Dans l'étape vallonnée qui suit, elle sort avec Joane Somarriba dans la dernière difficulté avant de lever les bras. Regina Schleicher remporte le sprint de la deuxième étape. Sur l'étape suivante, un groupe de cinq échappées est repris dans les trois cents derniers mètres et Giorgia Bronzini s'impose. Sur la cinquième étape, Zulfiya Zabirova s'extrait d'un quatuor de tête pour aller gagner seule. Giorgia Bronzini remporte la sixième étape au sprint. Le terrible contre-la-montre en côte permet à Nicole Brändli de confirmer sa main mise sur le Giro avec une nouvelle victoire. Elle contrôle l'étape montagneuse du lendemain, Svetlana Boubnenkova est la plus rapide du groupe des favorites. Giorgia Bronzini s'impose une troisième fois au sprint dans l'ultime étape. Nicole Brändli remporte l'épreuve devant Joane Somarriba et Edita Pučinskaitė. Giorgia Bronzini gagne le classement par points, Svetlana Boubnenkova celui de la montagne et Volha Hayeva celui de la meilleure jeune.

## Présentation

### Général
Il est à noter que le Tour d'Italie s'élance alors que la Grande Boucle féminine internationale n'est pas encore terminée. Il n'est donc pas possible de courir les deux épreuves.

### Parcours
Le parcours débute par un prologue, suivie d'une étape de montagne. Il y a ensuite cinq étapes de plaine avant le contre-la-montre en côte sur le col du Simplon, qui s'annonce décisif. Il s'ensuit une étape de montagne avant l'ultime étape plate vers Milan.

### Équipes
| Équipes féminines professionnelles (12)- Bianchi Aliverti - Bizkaia-Panda Software-Durango - Buitenpoort-Flexpoint - Bigla - Fanini-Velosport-Gauss - Nobili Rubinetterie-Menikini - Saccarelli EMU Marsciano - Società Sportiva Lazio Ciclismo Team Ladispoli - S.A.T.S. - SC Michela Fanini Record Rox - USC Chirio Forno d'Asolo - Vrienden Van Het Platteland Équipes nationales (3)- Australie - États-Unis - Espagne Équipes mixtes (2)- Team FRW / Top Girls Fassa - Team Fenixs / Nürnberger |
| |

### Favorites
La vainqueur sortante, Nicole Cooke, n'est pas au départ.

## Étapes
| Étape     | Date      | Villes étapes                                           | type                      | Distance (km) | Vainqueur d'étape    | Leader du classement général |
| --------- | --------- | ------------------------------------------------------- | ------------------------- | ------------- | -------------------- | ---------------------------- |
| Prologue  | 1 juill.  | San Vendemiano – San Vendemiano                         | prologue                  | 1,7           | Nicole Brändli       | Nicole Brändli               |
| 1re étape | 2 juill.  | San Vendemiano – Caerano di San Marco                   | étape de moyenne montagne | 100,8         | Nicole Brändli       | Nicole Brändli               |
| 2e étape  | 3 juill.  | Caerano di San Marco – Melara                           | étape de plaine           | 122           | Regina Schleicher    | Nicole Brändli               |
| 3e étape  | 4 juill.  | Bergantino – Chioggia                                   | étape de plaine           | 129,4         | Giorgia Bronzini     | Nicole Brändli               |
| 4e étape  | 5 juill.  | Castelmassa – Ceneselli                                 | étape de plaine           | 118,2         | Zulfiya Zabirova     | Nicole Brändli               |
| 5e étape  | 6 juill.  | Castiglione delle Stiviere – Castiglione delle Stiviere | étape de plaine           | 111           | Mirjam Melchers      | Nicole Brändli               |
| 6e étape  | 7 juill.  | Cirié – San Francesco al Campo                          | étape de plaine           | 94,2          | Giorgia Bronzini     | Nicole Brändli               |
| 7e étape  | 8 juill.  | Naters – Blatten                                        | contre-la-montre en côte  | 7,6           | Nicole Brändli       | Nicole Brändli               |
| 8e étape  | 9 juill.  | Brigue-Glis – Domodossola                               | étape de montagne         | 69,6          | Svetlana Boubnenkova | Nicole Brändli               |
| 9e étape  | 10 juill. | Varèse – Milan                                          | étape de plaine           | 103,8         | Giorgia Bronzini     | Nicole Brändli               |

## Déroulement de la course

### Prologue
Nicole Brändli remporte le prologue. D'autres favorites comme Edita Pučinskaitė, Svetlana Boubnenkova ou Zinaida Stahurskaia sont également dans le top 10.
| \| Classement de l'étape \| Classement de l'étape \| Classement de l'étape \| Classement de l'étape \| Classement de l'étape \| \| Coureur \| Coureur \| Pays \| Équipe \| Temps \| \| --------------------- \| --------------------- \| --------------------- \| ---------------------------- \| --------------------- \| \| 1re \| Nicole Brändli \| Suisse \| Bigla \| 2 min 06 s \| \| 2e \| Chantal Beltman \| Pays-Bas \| Vrienden van het Platteland \| + 1 s \| \| 3e \| Edita Pučinskaitė \| Lituanie \| Nobili Rubinetterie-Menikini \| + 2 s \| \| 4e \| Mirjam Melchers \| Pays-Bas \| Buitenpoort-Flexpoint \| + 2 s \| \| 5e \| Zulfiya Zabirova \| Kazakhstan \| Bigla \| + 2 s \| \| 6e \| Svetlana Boubnenkova \| Russie \| Team Fenixs / Nürnberger \| + 3 s \| \| 7e \| Olga Sljussarewa \| Russie \| Nobili Rubinetterie-Menikini \| + 3 s \| \| 8e \| Katherine Bates \| Australie \| Australie \| + 3 s \| \| 9e \| Zinaida Stahurskaia \| Biélorussie \| Bianchi Aliverti \| + 3 s \| \| 10e \| Amber Neben \| États-Unis \| Buitenpoort-Flexpoint \| + 3 s \| |                      |             |                              |            |
| |                      |             |                              |            |
| |                      |             |                              |            |
| Classement de l'étape |                      |             |                              |            |
| Coureur | Coureur              | Pays        | Équipe                       | Temps      |
| 1re | Nicole Brändli       | Suisse      | Bigla                        | 2 min 06 s |
| 2e | Chantal Beltman      | Pays-Bas    | Vrienden van het Platteland  | + 1 s      |
| 3e | Edita Pučinskaitė    | Lituanie    | Nobili Rubinetterie-Menikini | + 2 s      |
| 4e | Mirjam Melchers      | Pays-Bas    | Buitenpoort-Flexpoint        | + 2 s      |
| 5e | Zulfiya Zabirova     | Kazakhstan  | Bigla                        | + 2 s      |
| 6e | Svetlana Boubnenkova | Russie      | Team Fenixs / Nürnberger     | + 3 s      |
| 7e | Olga Sljussarewa     | Russie      | Nobili Rubinetterie-Menikini | + 3 s      |
| 8e | Katherine Bates      | Australie   | Australie                    | + 3 s      |
| 9e | Zinaida Stahurskaia  | Biélorussie | Bianchi Aliverti             | + 3 s      |
| 10e | Amber Neben          | États-Unis  | Buitenpoort-Flexpoint        | + 3 s      |

### 1reétape
L'étape débute par vingt-sept kilomètres plat avant d'effectuer quatre fois un tour comportant une côte de troisième catégorie. L'étape se conclut par une ascension de deuxième catégorie à six kilomètres de la ligne. En arrivant sur le circuit, Sarah Ulmer, Joanne Kiesanowski, Katia Longhin et une autre coureuse sortent du peloton. Elles sont reprises au pied de la dernière difficulté, la Forcella Mostaccin. Nicole Brändli y place une attaque et est suivie par Joane Somarriba. Elles se départagent au sprint, la Suissesse s'impose de nouveau, mais de justesse l'Espagnole revenant alors que la Suissesse lève les bras,.
| \| Classement de l'étape \| Classement de l'étape \| Classement de l'étape \| Classement de l'étape \| Classement de l'étape \| \| Coureur \| Coureur \| Pays \| Équipe \| Temps \| \| --------------------- \| --------------------- \| --------------------- \| ------------------------------ \| --------------------- \| \| 1re \| Nicole Brändli \| Suisse \| Bigla \| 2 h 39 min 37 s \| \| 2e \| Joane Somarriba \| Espagne \| Bizkaia-Panda Software-Durango \| + 0 s \| \| 3e \| Zinaida Stahurskaia \| Biélorussie \| Bianchi Aliverti \| + 34 s \| \| 4e \| Edita Pučinskaitė \| Lituanie \| Nobili Rubinetterie-Menikini \| + 34 s \| \| 5e \| Mirjam Melchers \| Pays-Bas \| Buitenpoort-Flexpoint \| + 34 s \| \| 6e \| Amber Neben \| États-Unis \| Buitenpoort-Flexpoint \| + 34 s \| \| 7e \| Fabiana Luperini \| Italie \| Team FRW / Top Girls Fassa \| + 34 s \| \| 8e \| María Isabel Moreno \| Espagne \| Espagne \| + 34 s \| \| 9e \| Olga Sljussarewa \| Russie \| Nobili Rubinetterie-Menikini \| + 1 min 11 s \| \| 10e \| Sarah Ulmer \| Nouvelle-Zélande \| S.A.T.S \| + 1 min 11 s \| |                     |                  |                                |                 |
| |                     |                  |                                |                 |
| |                     |                  |                                |                 |
| Classement de l'étape |                     |                  |                                |                 |
| Coureur | Coureur             | Pays             | Équipe                         | Temps           |
| 1re | Nicole Brändli      | Suisse           | Bigla                          | 2 h 39 min 37 s |
| 2e | Joane Somarriba     | Espagne          | Bizkaia-Panda Software-Durango | + 0 s           |
| 3e | Zinaida Stahurskaia | Biélorussie      | Bianchi Aliverti               | + 34 s          |
| 4e | Edita Pučinskaitė   | Lituanie         | Nobili Rubinetterie-Menikini   | + 34 s          |
| 5e | Mirjam Melchers     | Pays-Bas         | Buitenpoort-Flexpoint          | + 34 s          |
| 6e | Amber Neben         | États-Unis       | Buitenpoort-Flexpoint          | + 34 s          |
| 7e | Fabiana Luperini    | Italie           | Team FRW / Top Girls Fassa     | + 34 s          |
| 8e | María Isabel Moreno | Espagne          | Espagne                        | + 34 s          |
| 9e | Olga Sljussarewa    | Russie           | Nobili Rubinetterie-Menikini   | + 1 min 11 s    |
| 10e | Sarah Ulmer         | Nouvelle-Zélande | S.A.T.S                        | + 1 min 11 s    |

| \| Classement général \| Classement général \| Classement général \| Classement général \| Classement général \| \| Coureur \| Coureur \| Pays \| Équipe \| Temps \| \| ------------------ \| -------------------- \| ------------------ \| ------------------------------ \| ------------------ \| \| 1re \| Nicole Brändli \| Suisse \| Bigla \| 2 h 41 min 33 s \| \| 2e \| Joane Somarriba \| Espagne \| Bizkaia-Panda Software-Durango \| + 8 s \| \| 3e \| Zinaida Stahurskaia \| Biélorussie \| Bianchi Aliverti \| + 43 s \| \| 4e \| Edita Pučinskaitė \| Lituanie \| Nobili Rubinetterie-Menikini \| + 46 s \| \| 5e \| Mirjam Melchers \| Pays-Bas \| Buitenpoort-Flexpoint \| + 46 s \| \| 6e \| Amber Neben \| États-Unis \| Buitenpoort-Flexpoint \| + 47 s \| \| 7e \| Fabiana Luperini \| Italie \| Team FRW / Top Girls Fassa \| + 49 s \| \| 8e \| María Isabel Moreno \| Espagne \| Espagne \| + 56 s \| \| 9e \| Chantal Beltman \| Pays-Bas \| Vrienden van het Platteland \| + 1 min 22 s \| \| 10e \| Svetlana Boubnenkova \| Russie \| Team Fenixs / Nürnberger \| + 1 min 24 s \| |                      |             |                                |                 |
| |                      |             |                                |                 |
| |                      |             |                                |                 |
| Classement général |                      |             |                                |                 |
| Coureur | Coureur              | Pays        | Équipe                         | Temps           |
| 1re | Nicole Brändli       | Suisse      | Bigla                          | 2 h 41 min 33 s |
| 2e | Joane Somarriba      | Espagne     | Bizkaia-Panda Software-Durango | + 8 s           |
| 3e | Zinaida Stahurskaia  | Biélorussie | Bianchi Aliverti               | + 43 s          |
| 4e | Edita Pučinskaitė    | Lituanie    | Nobili Rubinetterie-Menikini   | + 46 s          |
| 5e | Mirjam Melchers      | Pays-Bas    | Buitenpoort-Flexpoint          | + 46 s          |
| 6e | Amber Neben          | États-Unis  | Buitenpoort-Flexpoint          | + 47 s          |
| 7e | Fabiana Luperini     | Italie      | Team FRW / Top Girls Fassa     | + 49 s          |
| 8e | María Isabel Moreno  | Espagne     | Espagne                        | + 56 s          |
| 9e | Chantal Beltman      | Pays-Bas    | Vrienden van het Platteland    | + 1 min 22 s    |
| 10e | Svetlana Boubnenkova | Russie      | Team Fenixs / Nürnberger       | + 1 min 24 s    |

### 2eétape
Au kilomètre quarante, Christine Thorburn et Andrea Bosman s'échappent. Elles comptent jusqu'à trente secondes d'avance. Elles sont reprises à trente kilomètres de l'arrivée. L'étape se conclut au sprint et Regina Schleicher s'impose.
| \| Classement de l'étape \| Classement de l'étape \| Classement de l'étape \| Classement de l'étape \| Classement de l'étape \| \| Coureur \| Coureur \| Pays \| Équipe \| Temps \| \| --------------------- \| ---------------------- \| --------------------- \| ---------------------------- \| --------------------- \| \| 1re \| Regina Schleicher \| Allemagne \| Team Fenixs / Nürnberger \| 3 h 04 min 19 s \| \| 2e \| Giorgia Bronzini \| Italie \| USC Chirio Forno d'Asolo \| + 0 s \| \| 3e \| Olga Sljussarewa \| Russie \| Nobili Rubinetterie-Menikini \| + 0 s \| \| 4e \| Joanne Kiesanowski \| Nouvelle-Zélande \| Nobili Rubinetterie-Menikini \| + 0 s \| \| 5e \| Tanja Schmidt-Hennes \| Allemagne \| Buitenpoort-Flexpoint \| + 0 s \| \| 6e \| Eleonora Soldo \| Italie \| Fanini-Velosport-Gauss \| + 0 s \| \| 7e \| Katia Longhin \| Italie \| SC Michela Fanini Record Rox \| + 0 s \| \| 8e \| Annette Beutler \| Suisse \| SC Michela Fanini Record Rox \| + 0 s \| \| 9e \| Azucena Sanchez Benito \| Espagne \| Espagne \| + 0 s \| \| 10e \| Oenone Wood \| Australie \| Team Fenixs / Nürnberger \| + 0 s \| |                        |                  |                              |                 |
| |                        |                  |                              |                 |
| |                        |                  |                              |                 |
| Classement de l'étape |                        |                  |                              |                 |
| Coureur | Coureur                | Pays             | Équipe                       | Temps           |
| 1re | Regina Schleicher      | Allemagne        | Team Fenixs / Nürnberger     | 3 h 04 min 19 s |
| 2e | Giorgia Bronzini       | Italie           | USC Chirio Forno d'Asolo     | + 0 s           |
| 3e | Olga Sljussarewa       | Russie           | Nobili Rubinetterie-Menikini | + 0 s           |
| 4e | Joanne Kiesanowski     | Nouvelle-Zélande | Nobili Rubinetterie-Menikini | + 0 s           |
| 5e | Tanja Schmidt-Hennes   | Allemagne        | Buitenpoort-Flexpoint        | + 0 s           |
| 6e | Eleonora Soldo         | Italie           | Fanini-Velosport-Gauss       | + 0 s           |
| 7e | Katia Longhin          | Italie           | SC Michela Fanini Record Rox | + 0 s           |
| 8e | Annette Beutler        | Suisse           | SC Michela Fanini Record Rox | + 0 s           |
| 9e | Azucena Sanchez Benito | Espagne          | Espagne                      | + 0 s           |
| 10e | Oenone Wood            | Australie        | Team Fenixs / Nürnberger     | + 0 s           |

| \| Classement général \| Classement général \| Classement général \| Classement général \| Classement général \| \| Coureur \| Coureur \| Pays \| Équipe \| Temps \| \| ------------------ \| ------------------- \| ------------------ \| ------------------------------ \| ------------------ \| \| 1re \| Nicole Brändli \| Suisse \| Bigla \| 5 h 45 min 52 s \| \| 2e \| Joane Somarriba \| Espagne \| Bizkaia-Panda Software-Durango \| + 8 s \| \| 3e \| Zinaida Stahurskaia \| Biélorussie \| Bianchi Aliverti \| + 43 s \| \| 4e \| Edita Pučinskaitė \| Lituanie \| Nobili Rubinetterie-Menikini \| + 46 s \| \| 5e \| Mirjam Melchers \| Pays-Bas \| Buitenpoort-Flexpoint \| + 46 s \| \| 6e \| Amber Neben \| États-Unis \| Buitenpoort-Flexpoint \| + 47 s \| \| 7e \| Fabiana Luperini \| Italie \| Team FRW / Top Girls Fassa \| + 49 s \| \| 8e \| María Isabel Moreno \| Espagne \| Espagne \| + 56 s \| \| 9e \| Olga Sljussarewa \| Russie \| Nobili Rubinetterie-Menikini \| + 1 min 20 s \| \| 10e \| Chantal Beltman \| Pays-Bas \| Vrienden van het Platteland \| + 1 min 22 s \| |                     |             |                                |                 |
| |                     |             |                                |                 |
| |                     |             |                                |                 |
| Classement général |                     |             |                                |                 |
| Coureur | Coureur             | Pays        | Équipe                         | Temps           |
| 1re | Nicole Brändli      | Suisse      | Bigla                          | 5 h 45 min 52 s |
| 2e | Joane Somarriba     | Espagne     | Bizkaia-Panda Software-Durango | + 8 s           |
| 3e | Zinaida Stahurskaia | Biélorussie | Bianchi Aliverti               | + 43 s          |
| 4e | Edita Pučinskaitė   | Lituanie    | Nobili Rubinetterie-Menikini   | + 46 s          |
| 5e | Mirjam Melchers     | Pays-Bas    | Buitenpoort-Flexpoint          | + 46 s          |
| 6e | Amber Neben         | États-Unis  | Buitenpoort-Flexpoint          | + 47 s          |
| 7e | Fabiana Luperini    | Italie      | Team FRW / Top Girls Fassa     | + 49 s          |
| 8e | María Isabel Moreno | Espagne     | Espagne                        | + 56 s          |
| 9e | Olga Sljussarewa    | Russie      | Nobili Rubinetterie-Menikini   | + 1 min 20 s    |
| 10e | Chantal Beltman     | Pays-Bas    | Vrienden van het Platteland    | + 1 min 22 s    |

### 3eétape
Le vent est principalement de face durant l'étape. Alessandra D'Ettorre sort au bout de trente kilomètres avec une coureuse de la formation Chirio-Forno d'Asolo. Elles obtiennent une avance d'une minute trente, mais son reprises dix kilomètres plus loin. Un contre de cinq coureuses dont Zinaida Stahurskaia se forme. Il n'est repris qu'à trois cent mètres de la ligne. Giorgia Bronzini se montre la plus rapide. 
| \| Classement de l'étape \| Classement de l'étape \| Classement de l'étape \| Classement de l'étape \| Classement de l'étape \| \| Coureur \| Coureur \| Pays \| Équipe \| Temps \| \| --------------------- \| ---------------------- \| --------------------- \| ---------------------------- \| --------------------- \| \| 1re \| Giorgia Bronzini \| Italie \| USC Chirio Forno d'Asolo \| 3 h 19 min 33 s \| \| 2e \| Oenone Wood \| Australie \| Team Fenixs / Nürnberger \| + 0 s \| \| 3e \| Eleonora Soldo \| Italie \| Fanini-Velosport-Gauss \| + 0 s \| \| 4e \| Monia Baccaille \| Italie \| Saccarelli EMU Marsciano \| + 0 s \| \| 5e \| Katia Longhin \| Italie \| SC Michela Fanini Record Rox \| + 0 s \| \| 6e \| Azucena Sanchez Benito \| Espagne \| Espagne \| + 0 s \| \| 7e \| Volha Hayeva \| Biélorussie \| Fanini-Velosport-Gauss \| + 0 s \| \| 8e \| Erika Vilūnaitė \| Lituanie \| Bianchi Aliverti \| + 0 s \| \| 9e \| Kristy Miggels \| Pays-Bas \| Vrienden van het Platteland \| + 0 s \| \| 10e \| Alessandra D'Ettorre \| Italie \| Saccarelli EMU Marsciano \| + 0 s \| |                        |             |                              |                 |
| |                        |             |                              |                 |
| |                        |             |                              |                 |
| Classement de l'étape |                        |             |                              |                 |
| Coureur | Coureur                | Pays        | Équipe                       | Temps           |
| 1re | Giorgia Bronzini       | Italie      | USC Chirio Forno d'Asolo     | 3 h 19 min 33 s |
| 2e | Oenone Wood            | Australie   | Team Fenixs / Nürnberger     | + 0 s           |
| 3e | Eleonora Soldo         | Italie      | Fanini-Velosport-Gauss       | + 0 s           |
| 4e | Monia Baccaille        | Italie      | Saccarelli EMU Marsciano     | + 0 s           |
| 5e | Katia Longhin          | Italie      | SC Michela Fanini Record Rox | + 0 s           |
| 6e | Azucena Sanchez Benito | Espagne     | Espagne                      | + 0 s           |
| 7e | Volha Hayeva           | Biélorussie | Fanini-Velosport-Gauss       | + 0 s           |
| 8e | Erika Vilūnaitė        | Lituanie    | Bianchi Aliverti             | + 0 s           |
| 9e | Kristy Miggels         | Pays-Bas    | Vrienden van het Platteland  | + 0 s           |
| 10e | Alessandra D'Ettorre   | Italie      | Saccarelli EMU Marsciano     | + 0 s           |

| \| Classement général \| Classement général \| Classement général \| Classement général \| Classement général \| \| Coureur \| Coureur \| Pays \| Équipe \| Temps \| \| ------------------ \| ------------------- \| ------------------ \| ------------------------------ \| ------------------ \| \| 1re \| Nicole Brändli \| Suisse \| Bigla \| 9 h 05 min 25 s \| \| 2e \| Joane Somarriba \| Espagne \| Bizkaia-Panda Software-Durango \| + 8 s \| \| 3e \| Zinaida Stahurskaia \| Biélorussie \| Bianchi Aliverti \| + 43 s \| \| 4e \| Edita Pučinskaitė \| Lituanie \| Nobili Rubinetterie-Menikini \| + 46 s \| \| 5e \| Mirjam Melchers \| Pays-Bas \| Buitenpoort-Flexpoint \| + 46 s \| \| 6e \| Amber Neben \| États-Unis \| Buitenpoort-Flexpoint \| + 47 s \| \| 7e \| Fabiana Luperini \| Italie \| Team FRW / Top Girls Fassa \| + 49 s \| \| 8e \| María Isabel Moreno \| Espagne \| Espagne \| + 56 s \| \| 9e \| Olga Sljussarewa \| Russie \| Nobili Rubinetterie-Menikini \| + 1 min 20 s \| \| 10e \| Chantal Beltman \| Pays-Bas \| Vrienden van het Platteland \| + 1 min 22 s \| |                     |             |                                |                 |
| |                     |             |                                |                 |
| |                     |             |                                |                 |
| Classement général |                     |             |                                |                 |
| Coureur | Coureur             | Pays        | Équipe                         | Temps           |
| 1re | Nicole Brändli      | Suisse      | Bigla                          | 9 h 05 min 25 s |
| 2e | Joane Somarriba     | Espagne     | Bizkaia-Panda Software-Durango | + 8 s           |
| 3e | Zinaida Stahurskaia | Biélorussie | Bianchi Aliverti               | + 43 s          |
| 4e | Edita Pučinskaitė   | Lituanie    | Nobili Rubinetterie-Menikini   | + 46 s          |
| 5e | Mirjam Melchers     | Pays-Bas    | Buitenpoort-Flexpoint          | + 46 s          |
| 6e | Amber Neben         | États-Unis  | Buitenpoort-Flexpoint          | + 47 s          |
| 7e | Fabiana Luperini    | Italie      | Team FRW / Top Girls Fassa     | + 49 s          |
| 8e | María Isabel Moreno | Espagne     | Espagne                        | + 56 s          |
| 9e | Olga Sljussarewa    | Russie      | Nobili Rubinetterie-Menikini   | + 1 min 20 s    |
| 10e | Chantal Beltman     | Pays-Bas    | Vrienden van het Platteland    | + 1 min 22 s    |

### 4eétape
Le parcours consiste en deux boucles d'environ 55 km chacune. La formation Vrienden Van Het Platteland profite d'une section venteuse pour provoquer des bordures. Un groupe de cinq coureuses se forme alors avec : Zulfiya Zabirova, Melissa Holt, Zinaida Stahurskaia et deux coureuses de Vrienden Van Het Platteland. Le peloton est alors totalement éparpillé. La présence de Stahurskaia dans l'échappée oblige les autres équipes de favorite à réagir. Le groupe est repris à la fin de la première boucle. De la pluie commence alors à tomber. Lise Horslund Christensen contre et obtient jusqu'à trente secondes d'avance. Elle est néanmoins rapidement reprise. À trente kilomètres de l'arrivée, Zabirova attaque de nouveau. Elle est accompagnée de : Joanne Kiesanowski, Tanja Schmidt-Hennes, Julia Martisova et Veronica Andrèasson. Leur avance atteint deux minutes. Zabirova s'extrait de ce groupe au dix kilomètres et n'est plus reprise malgré le vent de face. Kiesanowski règle le reste du groupe. Fabiana Luperini abandonne. 
| \| Classement de l'étape \| Classement de l'étape \| Classement de l'étape \| Classement de l'étape \| Classement de l'étape \| \| Coureur \| Coureur \| Pays \| Équipe \| Temps \| \| --------------------- \| --------------------- \| --------------------- \| ---------------------------- \| --------------------- \| \| 1re \| Zulfiya Zabirova \| Kazakhstan \| Bigla \| 2 h 59 min 02 s \| \| 2e \| Joanne Kiesanowski \| Nouvelle-Zélande \| Nobili Rubinetterie-Menikini \| + 24 s \| \| 3e \| Tanja Schmidt-Hennes \| Allemagne \| Buitenpoort-Flexpoint \| + 24 s \| \| 4e \| Julia Martisova \| Russie \| Team Fenixs / Nürnberger \| + 24 s \| \| 5e \| Veronica Andrèasson \| Suède \| Bianchi Aliverti \| + 28 s \| \| 6e \| Giorgia Bronzini \| Italie \| USC Chirio Forno d'Asolo \| + 1 min 33 s \| \| 7e \| Olga Sljussarewa \| Russie \| Nobili Rubinetterie-Menikini \| + 1 min 33 s \| \| 8e \| Edita Kubelskienė \| Lituanie \| Fanini-Velosport-Gauss \| + 1 min 33 s \| \| 9e \| Kristy Miggels \| Pays-Bas \| Vrienden van het Platteland \| + 1 min 33 s \| \| 10e \| Miho Oki \| Japon \| Nobili Rubinetterie-Menikini \| + 1 min 33 s \| |                      |                  |                              |                 |
| |                      |                  |                              |                 |
| |                      |                  |                              |                 |
| Classement de l'étape |                      |                  |                              |                 |
| Coureur | Coureur              | Pays             | Équipe                       | Temps           |
| 1re | Zulfiya Zabirova     | Kazakhstan       | Bigla                        | 2 h 59 min 02 s |
| 2e | Joanne Kiesanowski   | Nouvelle-Zélande | Nobili Rubinetterie-Menikini | + 24 s          |
| 3e | Tanja Schmidt-Hennes | Allemagne        | Buitenpoort-Flexpoint        | + 24 s          |
| 4e | Julia Martisova      | Russie           | Team Fenixs / Nürnberger     | + 24 s          |
| 5e | Veronica Andrèasson  | Suède            | Bianchi Aliverti             | + 28 s          |
| 6e | Giorgia Bronzini     | Italie           | USC Chirio Forno d'Asolo     | + 1 min 33 s    |
| 7e | Olga Sljussarewa     | Russie           | Nobili Rubinetterie-Menikini | + 1 min 33 s    |
| 8e | Edita Kubelskienė    | Lituanie         | Fanini-Velosport-Gauss       | + 1 min 33 s    |
| 9e | Kristy Miggels       | Pays-Bas         | Vrienden van het Platteland  | + 1 min 33 s    |
| 10e | Miho Oki             | Japon            | Nobili Rubinetterie-Menikini | + 1 min 33 s    |

| \| Classement général \| Classement général \| Classement général \| Classement général \| Classement général \| \| Coureur \| Coureur \| Pays \| Équipe \| Temps \| \| ------------------ \| -------------------- \| ------------------ \| ------------------------------ \| ------------------ \| \| 1re \| Nicole Brändli \| Suisse \| Bigla \| 12 h 06 min 00 s \| \| 2e \| Joane Somarriba \| Espagne \| Bizkaia-Panda Software-Durango \| + 8 s \| \| 3e \| Zinaida Stahurskaia \| Biélorussie \| Bianchi Aliverti \| + 43 s \| \| 4e \| Edita Pučinskaitė \| Lituanie \| Nobili Rubinetterie-Menikini \| + 46 s \| \| 5e \| Mirjam Melchers \| Pays-Bas \| Buitenpoort-Flexpoint \| + 46 s \| \| 6e \| Amber Neben \| États-Unis \| Buitenpoort-Flexpoint \| + 47 s \| \| 7e \| María Isabel Moreno \| Espagne \| Espagne \| + 56 s \| \| 8e \| Olga Sljussarewa \| Russie \| Nobili Rubinetterie-Menikini \| + 1 min 20 s \| \| 9e \| Chantal Beltman \| Pays-Bas \| Vrienden van het Platteland \| + 1 min 22 s \| \| 10e \| Svetlana Boubnenkova \| Russie \| Team Fenixs / Nürnberger \| + 1 min 24 s \| |                      |             |                                |                  |
| |                      |             |                                |                  |
| |                      |             |                                |                  |
| Classement général |                      |             |                                |                  |
| Coureur | Coureur              | Pays        | Équipe                         | Temps            |
| 1re | Nicole Brändli       | Suisse      | Bigla                          | 12 h 06 min 00 s |
| 2e | Joane Somarriba      | Espagne     | Bizkaia-Panda Software-Durango | + 8 s            |
| 3e | Zinaida Stahurskaia  | Biélorussie | Bianchi Aliverti               | + 43 s           |
| 4e | Edita Pučinskaitė    | Lituanie    | Nobili Rubinetterie-Menikini   | + 46 s           |
| 5e | Mirjam Melchers      | Pays-Bas    | Buitenpoort-Flexpoint          | + 46 s           |
| 6e | Amber Neben          | États-Unis  | Buitenpoort-Flexpoint          | + 47 s           |
| 7e | María Isabel Moreno  | Espagne     | Espagne                        | + 56 s           |
| 8e | Olga Sljussarewa     | Russie      | Nobili Rubinetterie-Menikini   | + 1 min 20 s     |
| 9e | Chantal Beltman      | Pays-Bas    | Vrienden van het Platteland    | + 1 min 22 s     |
| 10e | Svetlana Boubnenkova | Russie      | Team Fenixs / Nürnberger       | + 1 min 24 s     |

### 5eétape
Une boucle longue de 37 km est parcourue trois fois. Plusieurs difficultés agrémentent celui-ci : quatre côtes de troisième catégorie et deux de deuxième catégorie. Sarah Ulmer attaque à plusieurs reprises. Elle est reste seule en tête durant soixante kilomètres. Son avance culmine à deux minutes quinze, mais est reprise à dix kilomètres de la ligne dans l'ultime difficulté. Neuf coureuses contrent, mais sont reprises cinq kilomètres plus loin. Mirjam Melchers passe alors à l'offensive et n'est plus revue. Giorgia Bronzini règle le peloton.
| \| Classement de l'étape \| Classement de l'étape \| Classement de l'étape \| Classement de l'étape \| Classement de l'étape \| \| Coureur \| Coureur \| Pays \| Équipe \| Temps \| \| --------------------- \| --------------------- \| --------------------- \| ---------------------------- \| --------------------- \| \| 1re \| Mirjam Melchers \| Pays-Bas \| Buitenpoort-Flexpoint \| 2 h 55 min 16 s \| \| 2e \| Giorgia Bronzini \| Italie \| USC Chirio Forno d'Asolo \| + 8 s \| \| 3e \| Olga Sljussarewa \| Russie \| Nobili Rubinetterie-Menikini \| + 8 s \| \| 4e \| Regina Schleicher \| Allemagne \| Team Fenixs / Nürnberger \| + 8 s \| \| 5e \| Svetlana Boubnenkova \| Russie \| Team Fenixs / Nürnberger \| + 8 s \| \| 6e \| Tanja Schmidt-Hennes \| Allemagne \| Buitenpoort-Flexpoint \| + 8 s \| \| 7e \| Katia Longhin \| Italie \| SC Michela Fanini Record Rox \| + 8 s \| \| 8e \| Monia Baccaille \| Italie \| Saccarelli EMU Marsciano \| + 8 s \| \| 9e \| Joanne Kiesanowski \| Nouvelle-Zélande \| Nobili Rubinetterie-Menikini \| + 8 s \| \| 10e \| Erika Vilūnaitė \| Lituanie \| Bianchi Aliverti \| + 8 s \| |                      |                  |                              |                 |
| |                      |                  |                              |                 |
| |                      |                  |                              |                 |
| Classement de l'étape |                      |                  |                              |                 |
| Coureur | Coureur              | Pays             | Équipe                       | Temps           |
| 1re | Mirjam Melchers      | Pays-Bas         | Buitenpoort-Flexpoint        | 2 h 55 min 16 s |
| 2e | Giorgia Bronzini     | Italie           | USC Chirio Forno d'Asolo     | + 8 s           |
| 3e | Olga Sljussarewa     | Russie           | Nobili Rubinetterie-Menikini | + 8 s           |
| 4e | Regina Schleicher    | Allemagne        | Team Fenixs / Nürnberger     | + 8 s           |
| 5e | Svetlana Boubnenkova | Russie           | Team Fenixs / Nürnberger     | + 8 s           |
| 6e | Tanja Schmidt-Hennes | Allemagne        | Buitenpoort-Flexpoint        | + 8 s           |
| 7e | Katia Longhin        | Italie           | SC Michela Fanini Record Rox | + 8 s           |
| 8e | Monia Baccaille      | Italie           | Saccarelli EMU Marsciano     | + 8 s           |
| 9e | Joanne Kiesanowski   | Nouvelle-Zélande | Nobili Rubinetterie-Menikini | + 8 s           |
| 10e | Erika Vilūnaitė      | Lituanie         | Bianchi Aliverti             | + 8 s           |

| \| Classement général \| Classement général \| Classement général \| Classement général \| Classement général \| \| Coureur \| Coureur \| Pays \| Équipe \| Temps \| \| ------------------ \| -------------------- \| ------------------ \| ------------------------------ \| ------------------ \| \| 1re \| Nicole Brändli \| Suisse \| Bigla \| 15 h 01 min 24 s \| \| 2e \| Joane Somarriba \| Espagne \| Bizkaia-Panda Software-Durango \| + 8 s \| \| 3e \| Mirjam Melchers \| Pays-Bas \| Buitenpoort-Flexpoint \| + 28 s \| \| 4e \| Zinaida Stahurskaia \| Biélorussie \| Bianchi Aliverti \| + 43 s \| \| 5e \| Edita Pučinskaitė \| Lituanie \| Nobili Rubinetterie-Menikini \| + 46 s \| \| 6e \| Amber Neben \| États-Unis \| Buitenpoort-Flexpoint \| + 47 s \| \| 7e \| María Isabel Moreno \| Espagne \| Espagne \| + 56 s \| \| 8e \| Olga Sljussarewa \| Russie \| Nobili Rubinetterie-Menikini \| + 1 min 16 s \| \| 9e \| Chantal Beltman \| Pays-Bas \| Vrienden van het Platteland \| + 1 min 22 s \| \| 10e \| Svetlana Boubnenkova \| Russie \| Team Fenixs / Nürnberger \| + 1 min 24 s \| |                      |             |                                |                  |
| |                      |             |                                |                  |
| |                      |             |                                |                  |
| Classement général |                      |             |                                |                  |
| Coureur | Coureur              | Pays        | Équipe                         | Temps            |
| 1re | Nicole Brändli       | Suisse      | Bigla                          | 15 h 01 min 24 s |
| 2e | Joane Somarriba      | Espagne     | Bizkaia-Panda Software-Durango | + 8 s            |
| 3e | Mirjam Melchers      | Pays-Bas    | Buitenpoort-Flexpoint          | + 28 s           |
| 4e | Zinaida Stahurskaia  | Biélorussie | Bianchi Aliverti               | + 43 s           |
| 5e | Edita Pučinskaitė    | Lituanie    | Nobili Rubinetterie-Menikini   | + 46 s           |
| 6e | Amber Neben          | États-Unis  | Buitenpoort-Flexpoint          | + 47 s           |
| 7e | María Isabel Moreno  | Espagne     | Espagne                        | + 56 s           |
| 8e | Olga Sljussarewa     | Russie      | Nobili Rubinetterie-Menikini   | + 1 min 16 s     |
| 9e | Chantal Beltman      | Pays-Bas    | Vrienden van het Platteland    | + 1 min 22 s     |
| 10e | Svetlana Boubnenkova | Russie      | Team Fenixs / Nürnberger       | + 1 min 24 s     |

### 6eétape
Deux tours d'un circuit de 15 km sont effectués, suivis par deux tours de 30 km cette fois. Au bout de onze kilomètre, Sarah Ulmer attaque. Elle est accompagnée d'une coureuse de la formation SC Micheala Fanini mais se retrouve rapidement seule. On ne lui laisse que quarante-cinq secondes d'avantage avant de la reprendre. À vingt kilomètres de l'arrivée, Luisa Tamanini sort. Elle prend jusqu'à une minute d'avance, mais est reprise rapidement. Aux cinq kilomètres, des puncheuses sortent, mais sont revues à deux kilomètres de la fin. La victoire est disputée au sprint et Giorgia Bronzini se montre la plus véloce.
| \| Classement de l'étape \| Classement de l'étape \| Classement de l'étape \| Classement de l'étape \| Classement de l'étape \| \| Coureur \| Coureur \| Pays \| Équipe \| Temps \| \| --------------------- \| --------------------- \| --------------------- \| ---------------------------- \| --------------------- \| \| 1re \| Giorgia Bronzini \| Italie \| USC Chirio Forno d'Asolo \| 2 h 20 min 01 s \| \| 2e \| Oenone Wood \| Australie \| Team Fenixs / Nürnberger \| + 0 s \| \| 3e \| Olga Sljussarewa \| Russie \| Nobili Rubinetterie-Menikini \| + 0 s \| \| 4e \| Andrea Bosman \| Pays-Bas \| Vrienden van het Platteland \| + 0 s \| \| 5e \| Svetlana Boubnenkova \| Russie \| Team Fenixs / Nürnberger \| + 0 s \| \| 6e \| Lauren Franges \| États-Unis \| États-Unis \| + 0 s \| \| 7e \| Mirjam Melchers \| Pays-Bas \| Buitenpoort-Flexpoint \| + 0 s \| \| 8e \| Katia Longhin \| Italie \| SC Michela Fanini Record Rox \| + 0 s \| \| 9e \| Joanne Kiesanowski \| Nouvelle-Zélande \| Nobili Rubinetterie-Menikini \| + 0 s \| \| 10e \| Chantal Beltman \| Pays-Bas \| Vrienden van het Platteland \| + 0 s \| |                      |                  |                              |                 |
| |                      |                  |                              |                 |
| |                      |                  |                              |                 |
| Classement de l'étape |                      |                  |                              |                 |
| Coureur | Coureur              | Pays             | Équipe                       | Temps           |
| 1re | Giorgia Bronzini     | Italie           | USC Chirio Forno d'Asolo     | 2 h 20 min 01 s |
| 2e | Oenone Wood          | Australie        | Team Fenixs / Nürnberger     | + 0 s           |
| 3e | Olga Sljussarewa     | Russie           | Nobili Rubinetterie-Menikini | + 0 s           |
| 4e | Andrea Bosman        | Pays-Bas         | Vrienden van het Platteland  | + 0 s           |
| 5e | Svetlana Boubnenkova | Russie           | Team Fenixs / Nürnberger     | + 0 s           |
| 6e | Lauren Franges       | États-Unis       | États-Unis                   | + 0 s           |
| 7e | Mirjam Melchers      | Pays-Bas         | Buitenpoort-Flexpoint        | + 0 s           |
| 8e | Katia Longhin        | Italie           | SC Michela Fanini Record Rox | + 0 s           |
| 9e | Joanne Kiesanowski   | Nouvelle-Zélande | Nobili Rubinetterie-Menikini | + 0 s           |
| 10e | Chantal Beltman      | Pays-Bas         | Vrienden van het Platteland  | + 0 s           |

| \| Classement général \| Classement général \| Classement général \| Classement général \| Classement général \| \| Coureur \| Coureur \| Pays \| Équipe \| Temps \| \| ------------------ \| -------------------- \| ------------------ \| ------------------------------ \| ------------------ \| \| 1re \| Nicole Brändli \| Suisse \| Bigla \| 17 h 21 min 25 s \| \| 2e \| Joane Somarriba \| Espagne \| Bizkaia-Panda Software-Durango \| + 8 s \| \| 3e \| Mirjam Melchers \| Pays-Bas \| Buitenpoort-Flexpoint \| + 28 s \| \| 4e \| Zinaida Stahurskaia \| Biélorussie \| Bianchi Aliverti \| + 43 s \| \| 5e \| Edita Pučinskaitė \| Lituanie \| Nobili Rubinetterie-Menikini \| + 46 s \| \| 6e \| Amber Neben \| États-Unis \| Buitenpoort-Flexpoint \| + 47 s \| \| 7e \| María Isabel Moreno \| Espagne \| Espagne \| + 56 s \| \| 8e \| Olga Sljussarewa \| Russie \| Nobili Rubinetterie-Menikini \| + 1 min 12 s \| \| 9e \| Chantal Beltman \| Pays-Bas \| Vrienden van het Platteland \| + 1 min 22 s \| \| 10e \| Svetlana Boubnenkova \| Russie \| Team Fenixs / Nürnberger \| + 1 min 24 s \| |                      |             |                                |                  |
| |                      |             |                                |                  |
| |                      |             |                                |                  |
| Classement général |                      |             |                                |                  |
| Coureur | Coureur              | Pays        | Équipe                         | Temps            |
| 1re | Nicole Brändli       | Suisse      | Bigla                          | 17 h 21 min 25 s |
| 2e | Joane Somarriba      | Espagne     | Bizkaia-Panda Software-Durango | + 8 s            |
| 3e | Mirjam Melchers      | Pays-Bas    | Buitenpoort-Flexpoint          | + 28 s           |
| 4e | Zinaida Stahurskaia  | Biélorussie | Bianchi Aliverti               | + 43 s           |
| 5e | Edita Pučinskaitė    | Lituanie    | Nobili Rubinetterie-Menikini   | + 46 s           |
| 6e | Amber Neben          | États-Unis  | Buitenpoort-Flexpoint          | + 47 s           |
| 7e | María Isabel Moreno  | Espagne     | Espagne                        | + 56 s           |
| 8e | Olga Sljussarewa     | Russie      | Nobili Rubinetterie-Menikini   | + 1 min 12 s     |
| 9e | Chantal Beltman      | Pays-Bas    | Vrienden van het Platteland    | + 1 min 22 s     |
| 10e | Svetlana Boubnenkova | Russie      | Team Fenixs / Nürnberger       | + 1 min 24 s     |

### 7eétape
Le contre-la-montre se dispute en côte se déroule sur le col du Simplon avec une pente moyenne de neuf pourcents. Il fait humide. Joane Somarriba revient sur Zinaida Stahurskaia, mais Nicole Brändli revient elle-même sur l'Espagnole. La Suissesse s'impose nettement. Pas moins de trente-deux coureuses, dont Regina Schleicher, sont déclarées hors-délais,.
| \| Classement de l'étape \| Classement de l'étape \| Classement de l'étape \| Classement de l'étape \| Classement de l'étape \| \| Coureur \| Coureur \| Pays \| Équipe \| Temps \| \| --------------------- \| --------------------- \| --------------------- \| ------------------------------ \| --------------------- \| \| 1re \| Nicole Brändli \| Suisse \| Bigla \| 25 min 01 s \| \| 2e \| Edita Pučinskaitė \| Lituanie \| Nobili Rubinetterie-Menikini \| + 53 s \| \| 3e \| Joane Somarriba \| Espagne \| Bizkaia-Panda Software-Durango \| + 1 min 02 s \| \| 4e \| Amber Neben \| États-Unis \| Buitenpoort-Flexpoint \| + 1 min 58 s \| \| 5e \| María Isabel Moreno \| Espagne \| Espagne \| + 2 min 02 s \| \| 6e \| Svetlana Boubnenkova \| Russie \| Team Fenixs / Nürnberger \| + 2 min 09 s \| \| 7e \| Zinaida Stahurskaia \| Biélorussie \| Bianchi Aliverti \| + 2 min 22 s \| \| 8e \| Mirjam Melchers \| Pays-Bas \| Buitenpoort-Flexpoint \| + 2 min 56 s \| \| 9e \| Christine Thorburn \| États-Unis \| États-Unis \| + 3 min 06 s \| \| 10e \| Sarah Ulmer \| Nouvelle-Zélande \| S.A.T.S \| + 3 min 09 s \| |                      |                  |                                |              |
| |                      |                  |                                |              |
| |                      |                  |                                |              |
| Classement de l'étape |                      |                  |                                |              |
| Coureur | Coureur              | Pays             | Équipe                         | Temps        |
| 1re | Nicole Brändli       | Suisse           | Bigla                          | 25 min 01 s  |
| 2e | Edita Pučinskaitė    | Lituanie         | Nobili Rubinetterie-Menikini   | + 53 s       |
| 3e | Joane Somarriba      | Espagne          | Bizkaia-Panda Software-Durango | + 1 min 02 s |
| 4e | Amber Neben          | États-Unis       | Buitenpoort-Flexpoint          | + 1 min 58 s |
| 5e | María Isabel Moreno  | Espagne          | Espagne                        | + 2 min 02 s |
| 6e | Svetlana Boubnenkova | Russie           | Team Fenixs / Nürnberger       | + 2 min 09 s |
| 7e | Zinaida Stahurskaia  | Biélorussie      | Bianchi Aliverti               | + 2 min 22 s |
| 8e | Mirjam Melchers      | Pays-Bas         | Buitenpoort-Flexpoint          | + 2 min 56 s |
| 9e | Christine Thorburn   | États-Unis       | États-Unis                     | + 3 min 06 s |
| 10e | Sarah Ulmer          | Nouvelle-Zélande | S.A.T.S                        | + 3 min 09 s |

| \| Classement général \| Classement général \| Classement général \| Classement général \| Classement général \| \| Coureur \| Coureur \| Pays \| Équipe \| Temps \| \| ------------------ \| -------------------- \| ------------------ \| ------------------------------ \| ------------------ \| \| 1re \| Nicole Brändli \| Suisse \| Bigla \| 17 h 46 min 26 s \| \| 2e \| Joane Somarriba \| Espagne \| Bizkaia-Panda Software-Durango \| + 1 min 10 s \| \| 3e \| Edita Pučinskaitė \| Lituanie \| Nobili Rubinetterie-Menikini \| + 1 min 39 s \| \| 4e \| Amber Neben \| États-Unis \| Buitenpoort-Flexpoint \| + 2 min 45 s \| \| 5e \| María Isabel Moreno \| Espagne \| Espagne \| + 2 min 58 s \| \| 6e \| Zinaida Stahurskaia \| Biélorussie \| Bianchi Aliverti \| + 3 min 05 s \| \| 7e \| Mirjam Melchers \| Pays-Bas \| Buitenpoort-Flexpoint \| + 3 min 24 s \| \| 8e \| Svetlana Boubnenkova \| Russie \| Team Fenixs / Nürnberger \| + 3 min 33 s \| \| 9e \| Christine Thorburn \| États-Unis \| États-Unis \| + 4 min 32 s \| \| 10e \| Sarah Ulmer \| Nouvelle-Zélande \| S.A.T.S \| + 4 min 33 s \| |                      |                  |                                |                  |
| |                      |                  |                                |                  |
| |                      |                  |                                |                  |
| Classement général |                      |                  |                                |                  |
| Coureur | Coureur              | Pays             | Équipe                         | Temps            |
| 1re | Nicole Brändli       | Suisse           | Bigla                          | 17 h 46 min 26 s |
| 2e | Joane Somarriba      | Espagne          | Bizkaia-Panda Software-Durango | + 1 min 10 s     |
| 3e | Edita Pučinskaitė    | Lituanie         | Nobili Rubinetterie-Menikini   | + 1 min 39 s     |
| 4e | Amber Neben          | États-Unis       | Buitenpoort-Flexpoint          | + 2 min 45 s     |
| 5e | María Isabel Moreno  | Espagne          | Espagne                        | + 2 min 58 s     |
| 6e | Zinaida Stahurskaia  | Biélorussie      | Bianchi Aliverti               | + 3 min 05 s     |
| 7e | Mirjam Melchers      | Pays-Bas         | Buitenpoort-Flexpoint          | + 3 min 24 s     |
| 8e | Svetlana Boubnenkova | Russie           | Team Fenixs / Nürnberger       | + 3 min 33 s     |
| 9e | Christine Thorburn   | États-Unis       | États-Unis                     | + 4 min 32 s     |
| 10e | Sarah Ulmer          | Nouvelle-Zélande | S.A.T.S                        | + 4 min 33 s     |

### 8eétape
L'ètape débute directement par l'ascension du Passo Sempione, de première catégorie, long de 23 km avec une pente maximale de neuf pourcents. Les formations Bigla et Nobili Rubinetterie-Menikini-Cogeas mènent le rythme dès le départ. Cela provoque la scission du peloton au bout de deux kilomètres. À cinq kilomètres du sommet, les favorites Edita Pučinskaitė, Nicole Brändli et Joane Somarriba passent à l'offensive. Derrière, elles sont cinq en poursuite : Svetlana Boubnenkova, Mirjam Melchers, Amber Neben, María Isabel Moreno et Zinaida Stahurskaia. Au sommet, le trio a une avance d'une minute et quinze secondes. Après la descente, l'écart n'est plus que de trente-cinq secondes. Le regroupement a lieu à neuf kilomètres de la ligne. Moreno attaque aux trois kilomètres, mais les autres sont vigilantes. Brändli lance le sprint de loin, mais c'est Boubnenkova qui le remporte. Brändli reste en rose,.
| \| Classement de l'étape \| Classement de l'étape \| Classement de l'étape \| Classement de l'étape \| Classement de l'étape \| \| Coureur \| Coureur \| Pays \| Équipe \| Temps \| \| --------------------- \| --------------------- \| --------------------- \| ------------------------------ \| --------------------- \| \| 1re \| Svetlana Boubnenkova \| Russie \| Team Fenixs / Nürnberger \| 1 h 57 min 47 s \| \| 2e \| Zinaida Stahurskaia \| Biélorussie \| Bianchi Aliverti \| + 0 s \| \| 3e \| Edita Pučinskaitė \| Lituanie \| Nobili Rubinetterie-Menikini \| + 0 s \| \| 4e \| Mirjam Melchers \| Pays-Bas \| Buitenpoort-Flexpoint \| + 0 s \| \| 5e \| Joane Somarriba \| Espagne \| Bizkaia-Panda Software-Durango \| + 0 s \| \| 6e \| Nicole Brändli \| Suisse \| Bigla \| + 0 s \| \| 7e \| Amber Neben \| États-Unis \| Buitenpoort-Flexpoint \| + 0 s \| \| 8e \| María Isabel Moreno \| Espagne \| Espagne \| + 0 s \| \| 9e \| Sarah Ulmer \| Nouvelle-Zélande \| S.A.T.S \| + 3 min 51 s \| \| 10e \| Annette Beutler \| Suisse \| SC Michela Fanini Record Rox \| + 3 min 51 s \| |                      |                  |                                |                 |
| |                      |                  |                                |                 |
| |                      |                  |                                |                 |
| Classement de l'étape |                      |                  |                                |                 |
| Coureur | Coureur              | Pays             | Équipe                         | Temps           |
| 1re | Svetlana Boubnenkova | Russie           | Team Fenixs / Nürnberger       | 1 h 57 min 47 s |
| 2e | Zinaida Stahurskaia  | Biélorussie      | Bianchi Aliverti               | + 0 s           |
| 3e | Edita Pučinskaitė    | Lituanie         | Nobili Rubinetterie-Menikini   | + 0 s           |
| 4e | Mirjam Melchers      | Pays-Bas         | Buitenpoort-Flexpoint          | + 0 s           |
| 5e | Joane Somarriba      | Espagne          | Bizkaia-Panda Software-Durango | + 0 s           |
| 6e | Nicole Brändli       | Suisse           | Bigla                          | + 0 s           |
| 7e | Amber Neben          | États-Unis       | Buitenpoort-Flexpoint          | + 0 s           |
| 8e | María Isabel Moreno  | Espagne          | Espagne                        | + 0 s           |
| 9e | Sarah Ulmer          | Nouvelle-Zélande | S.A.T.S                        | + 3 min 51 s    |
| 10e | Annette Beutler      | Suisse           | SC Michela Fanini Record Rox   | + 3 min 51 s    |

| \| Classement général \| Classement général \| Classement général \| Classement général \| Classement général \| \| Coureur \| Coureur \| Pays \| Équipe \| Temps \| \| ------------------ \| -------------------- \| ------------------ \| ------------------------------ \| ------------------ \| \| 1re \| Nicole Brändli \| Suisse \| Bigla \| 19 h 44 min 13 s \| \| 2e \| Joane Somarriba \| Espagne \| Bizkaia-Panda Software-Durango \| + 1 min 10 s \| \| 3e \| Edita Pučinskaitė \| Lituanie \| Nobili Rubinetterie-Menikini \| + 1 min 35 s \| \| 4e \| Amber Neben \| États-Unis \| Buitenpoort-Flexpoint \| + 2 min 45 s \| \| 5e \| María Isabel Moreno \| Espagne \| Espagne \| + 2 min 58 s \| \| 6e \| Zinaida Stahurskaia \| Biélorussie \| Bianchi Aliverti \| + 2 min 59 s \| \| 7e \| Svetlana Boubnenkova \| Russie \| Team Fenixs / Nürnberger \| + 3 min 23 s \| \| 8e \| Mirjam Melchers \| Pays-Bas \| Buitenpoort-Flexpoint \| + 3 min 24 s \| \| 9e \| Sarah Ulmer \| Nouvelle-Zélande \| S.A.T.S \| + 8 min 24 s \| \| 10e \| Annette Beutler \| Suisse \| SC Michela Fanini Record Rox \| + 9 min 21 s \| |                      |                  |                                |                  |
| |                      |                  |                                |                  |
| |                      |                  |                                |                  |
| Classement général |                      |                  |                                |                  |
| Coureur | Coureur              | Pays             | Équipe                         | Temps            |
| 1re | Nicole Brändli       | Suisse           | Bigla                          | 19 h 44 min 13 s |
| 2e | Joane Somarriba      | Espagne          | Bizkaia-Panda Software-Durango | + 1 min 10 s     |
| 3e | Edita Pučinskaitė    | Lituanie         | Nobili Rubinetterie-Menikini   | + 1 min 35 s     |
| 4e | Amber Neben          | États-Unis       | Buitenpoort-Flexpoint          | + 2 min 45 s     |
| 5e | María Isabel Moreno  | Espagne          | Espagne                        | + 2 min 58 s     |
| 6e | Zinaida Stahurskaia  | Biélorussie      | Bianchi Aliverti               | + 2 min 59 s     |
| 7e | Svetlana Boubnenkova | Russie           | Team Fenixs / Nürnberger       | + 3 min 23 s     |
| 8e | Mirjam Melchers      | Pays-Bas         | Buitenpoort-Flexpoint          | + 3 min 24 s     |
| 9e | Sarah Ulmer          | Nouvelle-Zélande | S.A.T.S                        | + 8 min 24 s     |
| 10e | Annette Beutler      | Suisse           | SC Michela Fanini Record Rox   | + 9 min 21 s     |

### 9eétape
Après une partie en ligne, six tours d'un circuit urbain sont effectués. Il y a de nombreuses attaques, mais la première échappée à vraiment prendre de l'avance sort dans le troisième tour. Il s'agit de : Luisa Tamanini, Lorian Graham et Laura Van Gilder. Elles sont reprises dans le quatrième tour. L'étape se termine par un inévitable sprint où Giorgia Bronzini confirme être la plus rapide de ce Giro,.
| \| Classement de l'étape \| Classement de l'étape \| Classement de l'étape \| Classement de l'étape \| Classement de l'étape \| \| Coureur \| Coureur \| Pays \| Équipe \| Temps \| \| --------------------- \| ----------------------- \| --------------------- \| ---------------------------- \| --------------------- \| \| 1re \| Giorgia Bronzini \| Italie \| USC Chirio Forno d'Asolo \| 2 h 24 min 20 s \| \| 2e \| Tanja Schmidt-Hennes \| Allemagne \| Buitenpoort-Flexpoint \| + 1 s \| \| 3e \| Joanne Kiesanowski \| Nouvelle-Zélande \| Nobili Rubinetterie-Menikini \| + 1 s \| \| 4e \| Olga Sljussarewa \| Russie \| Nobili Rubinetterie-Menikini \| + 1 s \| \| 5e \| Oenone Wood \| Australie \| Team Fenixs / Nürnberger \| + 1 s \| \| 6e \| Katia Longhin \| Italie \| SC Michela Fanini Record Rox \| + 1 s \| \| 7e \| Monia Baccaille \| Italie \| Saccarelli EMU Marsciano \| + 1 s \| \| 8e \| Chantal Beltman \| Pays-Bas \| Vrienden van het Platteland \| + 1 s \| \| 9e \| Mette Fischer Andreasen \| Royaume du Danemark \| S.A.T.S \| + 1 s \| \| 10e \| Zinaida Stahurskaia \| Biélorussie \| Bianchi Aliverti \| + 1 s \| |                         |                     |                              |                 |
| |                         |                     |                              |                 |
| |                         |                     |                              |                 |
| Classement de l'étape |                         |                     |                              |                 |
| Coureur | Coureur                 | Pays                | Équipe                       | Temps           |
| 1re | Giorgia Bronzini        | Italie              | USC Chirio Forno d'Asolo     | 2 h 24 min 20 s |
| 2e | Tanja Schmidt-Hennes    | Allemagne           | Buitenpoort-Flexpoint        | + 1 s           |
| 3e | Joanne Kiesanowski      | Nouvelle-Zélande    | Nobili Rubinetterie-Menikini | + 1 s           |
| 4e | Olga Sljussarewa        | Russie              | Nobili Rubinetterie-Menikini | + 1 s           |
| 5e | Oenone Wood             | Australie           | Team Fenixs / Nürnberger     | + 1 s           |
| 6e | Katia Longhin           | Italie              | SC Michela Fanini Record Rox | + 1 s           |
| 7e | Monia Baccaille         | Italie              | Saccarelli EMU Marsciano     | + 1 s           |
| 8e | Chantal Beltman         | Pays-Bas            | Vrienden van het Platteland  | + 1 s           |
| 9e | Mette Fischer Andreasen | Royaume du Danemark | S.A.T.S                      | + 1 s           |
| 10e | Zinaida Stahurskaia     | Biélorussie         | Bianchi Aliverti             | + 1 s           |

## Classement général final
| \| Classement général \| Classement général \| Classement général \| Classement général \| Classement général \| \| Coureur \| Coureur \| Pays \| Équipe \| Temps \| \| ------------------ \| -------------------- \| ------------------ \| ------------------------------ \| ------------------ \| \| 1re \| Nicole Brändli \| Suisse \| Bigla \| 22 h 08 min 34 s \| \| 2e \| Joane Somarriba \| Espagne \| Bizkaia-Panda Software-Durango \| + 1 min 10 s \| \| 3e \| Edita Pučinskaitė \| Lituanie \| Nobili Rubinetterie-Menikini \| + 1 min 35 s \| \| 4e \| Amber Neben \| États-Unis \| Buitenpoort-Flexpoint \| + 2 min 45 s \| \| 5e \| María Isabel Moreno \| Espagne \| \| + 2 min 58 s \| \| 6e \| Zinaida Stahurskaia \| Biélorussie \| Bianchi Aliverti \| + 2 min 59 s \| \| 7e \| Svetlana Boubnenkova \| Russie \| P.M.B. Fenixs \| + 3 min 23 s \| \| 8e \| Mirjam Melchers \| Pays-Bas \| Buitenpoort-Flexpoint \| + 3 min 24 s \| \| 9e \| Sarah Ulmer \| Nouvelle-Zélande \| S.A.T.S \| + 8 min 24 s \| \| 10e \| Annette Beutler \| Suisse \| SC Michela Fanini Record Rox \| + 9 min 21 s \| |                      |                  |                                |                  |
| |                      |                  |                                |                  |
| |                      |                  |                                |                  |
| Classement général |                      |                  |                                |                  |
| Coureur | Coureur              | Pays             | Équipe                         | Temps            |
| 1re | Nicole Brändli       | Suisse           | Bigla                          | 22 h 08 min 34 s |
| 2e | Joane Somarriba      | Espagne          | Bizkaia-Panda Software-Durango | + 1 min 10 s     |
| 3e | Edita Pučinskaitė    | Lituanie         | Nobili Rubinetterie-Menikini   | + 1 min 35 s     |
| 4e | Amber Neben          | États-Unis       | Buitenpoort-Flexpoint          | + 2 min 45 s     |
| 5e | María Isabel Moreno  | Espagne          |                                | + 2 min 58 s     |
| 6e | Zinaida Stahurskaia  | Biélorussie      | Bianchi Aliverti               | + 2 min 59 s     |
| 7e | Svetlana Boubnenkova | Russie           | P.M.B. Fenixs                  | + 3 min 23 s     |
| 8e | Mirjam Melchers      | Pays-Bas         | Buitenpoort-Flexpoint          | + 3 min 24 s     |
| 9e | Sarah Ulmer          | Nouvelle-Zélande | S.A.T.S                        | + 8 min 24 s     |
| 10e | Annette Beutler      | Suisse           | SC Michela Fanini Record Rox   | + 9 min 21 s     |

## Classements annexes
| Classement par points | Classement par points | Classement par points | Classement par points        | Classement par points |
| Coureur               | Coureur               | Pays                  | Équipe                       | Points                |
| --------------------- | --------------------- | --------------------- | ---------------------------- | --------------------- |
| 1re                   | Giorgia Bronzini      | Italie                | USC Chirio Forno d'Asolo     | 74 pts                |
| 2e                    | Nicole Brändli        | Suisse                | Bigla                        | 50 pts                |
| 3e                    | Olga Sljussarewa      | Russie                | Nobili Rubinetterie-Menikini | 48 pts                |
| 4e                    | Mirjam Melchers       | Pays-Bas              | Buitenpoort-Flexpoint        | 44 pts                |
| 5e                    | Edita Pučinskaitė     | Lituanie              | Nobili Rubinetterie-Menikini | 40 pts                |
| 6e                    | Svetlana Boubnenkova  | Russie                | Team Fenixs / Nürnberger     | 37 pts                |
| 7e                    | Joanne Kiesanowski    | Nouvelle-Zélande      | Nobili Rubinetterie-Menikini | 34 pts                |
| 8e                    | Tanja Schmidt-Hennes  | Allemagne             | Buitenpoort-Flexpoint        | 33 pts                |
| 9e                    | Oenone Wood           | Australie             | Team Fenixs / Nürnberger     | 31 pts                |
| 10e                   | Zinaida Stahurskaia   | Biélorussie           | Bianchi Aliverti             | 29 pts                |

| Classement par points | Classement par points | Classement par points | Classement par points        | Classement par points |
| Coureur               | Coureur               | Pays                  | Équipe                       | Points                |
| --------------------- | --------------------- | --------------------- | ---------------------------- | --------------------- |
| 1re                   | Giorgia Bronzini      | Italie                | USC Chirio Forno d'Asolo     | 74 pts                |
| 2e                    | Nicole Brändli        | Suisse                | Bigla                        | 50 pts                |
| 3e                    | Olga Sljussarewa      | Russie                | Nobili Rubinetterie-Menikini | 48 pts                |
| 4e                    | Mirjam Melchers       | Pays-Bas              | Buitenpoort-Flexpoint        | 44 pts                |
| 5e                    | Edita Pučinskaitė     | Lituanie              | Nobili Rubinetterie-Menikini | 40 pts                |
| 6e                    | Svetlana Boubnenkova  | Russie                | Team Fenixs / Nürnberger     | 37 pts                |
| 7e                    | Joanne Kiesanowski    | Nouvelle-Zélande      | Nobili Rubinetterie-Menikini | 34 pts                |
| 8e                    | Tanja Schmidt-Hennes  | Allemagne             | Buitenpoort-Flexpoint        | 33 pts                |
| 9e                    | Oenone Wood           | Australie             | Team Fenixs / Nürnberger     | 31 pts                |
| 10e                   | Zinaida Stahurskaia   | Biélorussie           | Bianchi Aliverti             | 29 pts                |

| Classement de la montagne | Classement de la montagne | Classement de la montagne | Classement de la montagne      | Classement de la montagne |
| Coureur                   | Coureur                   | Pays                      | Équipe                         | Points                    |
| ------------------------- | ------------------------- | ------------------------- | ------------------------------ | ------------------------- |
| 1re                       | Svetlana Boubnenkova      | Russie                    | Team Fenixs / Nürnberger       | 74 pts                    |
| 2e                        | Edita Pučinskaitė         | Lituanie                  | Nobili Rubinetterie-Menikini   | 59 pts                    |
| 3e                        | Nicole Brändli            | Suisse                    | Bigla                          | 53 pts                    |
| 4e                        | Zinaida Stahurskaia       | Biélorussie               | Bianchi Aliverti               | 45 pts                    |
| 5e                        | Joane Somarriba           | Espagne                   | Bizkaia-Panda Software-Durango | 33 pts                    |
| 6e                        | Sarah Ulmer               | Nouvelle-Zélande          | S.A.T.S                        | 26 pts                    |
| 7e                        | Luisa Tamanini            | Italie                    | Bianchi Aliverti               | 9 pts                     |
| 8e                        | Amber Neben               | États-Unis                | Buitenpoort-Flexpoint          | 9 pts                     |
| 9e                        | Lorian Graham             | Australie                 | Australie                      | 5 pts                     |
| 10e                       | Mirjam Melchers           | Pays-Bas                  | Buitenpoort-Flexpoint          | 5 pts                     |

| Classement de la montagne | Classement de la montagne | Classement de la montagne | Classement de la montagne      | Classement de la montagne |
| Coureur                   | Coureur                   | Pays                      | Équipe                         | Points                    |
| ------------------------- | ------------------------- | ------------------------- | ------------------------------ | ------------------------- |
| 1re                       | Svetlana Boubnenkova      | Russie                    | Team Fenixs / Nürnberger       | 74 pts                    |
| 2e                        | Edita Pučinskaitė         | Lituanie                  | Nobili Rubinetterie-Menikini   | 59 pts                    |
| 3e                        | Nicole Brändli            | Suisse                    | Bigla                          | 53 pts                    |
| 4e                        | Zinaida Stahurskaia       | Biélorussie               | Bianchi Aliverti               | 45 pts                    |
| 5e                        | Joane Somarriba           | Espagne                   | Bizkaia-Panda Software-Durango | 33 pts                    |
| 6e                        | Sarah Ulmer               | Nouvelle-Zélande          | S.A.T.S                        | 26 pts                    |
| 7e                        | Luisa Tamanini            | Italie                    | Bianchi Aliverti               | 9 pts                     |
| 8e                        | Amber Neben               | États-Unis                | Buitenpoort-Flexpoint          | 9 pts                     |
| 9e                        | Lorian Graham             | Australie                 | Australie                      | 5 pts                     |
| 10e                       | Mirjam Melchers           | Pays-Bas                  | Buitenpoort-Flexpoint          | 5 pts                     |

| Classement du meilleur jeune | Classement du meilleur jeune | Classement du meilleur jeune | Classement du meilleur jeune | Classement du meilleur jeune |
| Coureur                      | Coureur                      | Pays                         | Équipe                       | Temps                        |
| ---------------------------- | ---------------------------- | ---------------------------- | ---------------------------- | ---------------------------- |
| 1re                          | Volha Hayeva                 | Biélorussie                  | Fanini-Velosport-Gauss       | 22 h 27 min 57 s             |
| 2e                           | Mette Fischer Andreasen      | Royaume du Danemark          | S.A.T.S                      | + 4 min 10 s                 |
| 3e                           | Giorgia Bronzini             | Italie                       | USC Chirio Forno d'Asolo     | + 4 min 46 s                 |
| 4e                           | Monia Baccaille              | Italie                       | Saccarelli EMU Marsciano     | + 14 min 07 s                |
| 5e                           | Michelle Hyland              | Nouvelle-Zélande             | Team FRW / Top Girls Fassa   | + 14 min 13 s                |
| 6e                           | Catherine Hare Willianson    | Royaume-Uni                  | Bianchi Aliverti             | + 15 min 38 s                |
| 7e                           | Kate Nichols                 | Australie                    | Australie                    | + 15 min 54 s                |
| 8e                           | Alexis Rhodes                | Australie                    | Australie                    | + 21 min 45 s                |
| 9e                           | Katherine Bates              | Australie                    | Australie                    | + 24 min 31 s                |
| 10e                          | Nekane Lasa                  | Espagne                      | Espagne                      | + 26 min 00 s                |

| Classement du meilleur jeune | Classement du meilleur jeune | Classement du meilleur jeune | Classement du meilleur jeune | Classement du meilleur jeune |
| Coureur                      | Coureur                      | Pays                         | Équipe                       | Temps                        |
| ---------------------------- | ---------------------------- | ---------------------------- | ---------------------------- | ---------------------------- |
| 1re                          | Volha Hayeva                 | Biélorussie                  | Fanini-Velosport-Gauss       | 22 h 27 min 57 s             |
| 2e                           | Mette Fischer Andreasen      | Royaume du Danemark          | S.A.T.S                      | + 4 min 10 s                 |
| 3e                           | Giorgia Bronzini             | Italie                       | USC Chirio Forno d'Asolo     | + 4 min 46 s                 |
| 4e                           | Monia Baccaille              | Italie                       | Saccarelli EMU Marsciano     | + 14 min 07 s                |
| 5e                           | Michelle Hyland              | Nouvelle-Zélande             | Team FRW / Top Girls Fassa   | + 14 min 13 s                |
| 6e                           | Catherine Hare Willianson    | Royaume-Uni                  | Bianchi Aliverti             | + 15 min 38 s                |
| 7e                           | Kate Nichols                 | Australie                    | Australie                    | + 15 min 54 s                |
| 8e                           | Alexis Rhodes                | Australie                    | Australie                    | + 21 min 45 s                |
| 9e                           | Katherine Bates              | Australie                    | Australie                    | + 24 min 31 s                |
| 10e                          | Nekane Lasa                  | Espagne                      | Espagne                      | + 26 min 00 s                |

## Évolution des classements
| Étape              |                           | Vainqueur _          | Classement général | Classement par points | Meilleur grimpeur    | Meilleur jeune   |
| ------------------ | ------------------------- | -------------------- | ------------------ | --------------------- | -------------------- | ---------------- |
| Prologue           | prologue                  | Nicole Brändli       | Nicole Brändli     | non attribué          | non attribué         | non attribué     |
| 1re étape          | étape de moyenne montagne | Nicole Brändli       | Nicole Brändli     | Nicole Brändli        | Joane Somarriba      | Giorgia Bronzini |
| 2e étape           | étape de plaine           | Regina Schleicher    | Nicole Brändli     | Nicole Brändli        | Joane Somarriba      | Giorgia Bronzini |
| 3e étape           | étape de plaine           | Giorgia Bronzini     | Nicole Brändli     | Nicole Brändli        | Joane Somarriba      | Giorgia Bronzini |
| 4e étape           | étape de plaine           | Zulfiya Zabirova     | Nicole Brändli     | Giorgia Bronzini      | Joane Somarriba      | Giorgia Bronzini |
| 5e étape           | étape de plaine           | Mirjam Melchers      | Nicole Brändli     | Giorgia Bronzini      | Svetlana Boubnenkova | Giorgia Bronzini |
| 6e étape           | étape de plaine           | Giorgia Bronzini     | Nicole Brändli     | Giorgia Bronzini      | Svetlana Boubnenkova | Giorgia Bronzini |
| 7e étape           | contre-la-montre en côte  | Nicole Brändli       | Nicole Brändli     | Giorgia Bronzini      | Svetlana Boubnenkova | Volha Hayeva     |
| 8e étape           | étape de montagne         | Svetlana Boubnenkova | Nicole Brändli     | Giorgia Bronzini      | Svetlana Boubnenkova | Volha Hayeva     |
| 9e étape           | étape de plaine           | Giorgia Bronzini     | Nicole Brändli     | Giorgia Bronzini      | Svetlana Boubnenkova | Volha Hayeva     |
| Classements finals | Classements finals        |                      | Nicole Brändli     | Giorgia Bronzini      | Svetlana Boubnenkova | Volha Hayeva     |

## Liste des participantes
| Team FRW / Top Girls Fassa ___ | Team FRW / Top Girls Fassa ___ | Team FRW / Top Girls Fassa ___ |
| ------------------------------ | ------------------------------ | ------------------------------ |
| Num                            | Coureur                        | Pos                            |
| 1                              | Fabiana Luperini (ITA)         | AB-4                           |
| 2                              | Martina Corazza (ITA)          | 45e                            |
| 3                              | Natalia Katchalka (UKR)        | 26e                            |
| 4                              | Tania Belvederesi (ITA)        | HD-7                           |
| 5                              | Kettj Manfrin (ITA)            | HD-7                           |
| 6                              | Laura Pisaneschi (ITA)         | HD-7                           |
| 7                              | Michelle Hyland (NZL)          | 43e                            |

| Saccarelli EMU Marsciano SEM | Saccarelli EMU Marsciano SEM | Saccarelli EMU Marsciano SEM |
| ---------------------------- | ---------------------------- | ---------------------------- |
| Num                          | Coureur                      | Pos                          |
| 11                           | Monia Baccaille (ITA)        | 42e                          |
| 13                           | Paola Pezzo (ITA)            | NP-3                         |
| 14                           | Francesca Tognali (ITA)      | HD-7                         |
| 15                           | Alessandra D'Ettorre (ITA)   | HD-7                         |
| 16                           | Claire Baxter (AUS)          | HD-7                         |
| 17                           | Verónica Leal (MEX)          | 62e                          |
| 18                           | Maria Lucilene Silva (BRA)   | 57e                          |

| USC Chirio Forno d'Asolo USC | USC Chirio Forno d'Asolo USC | USC Chirio Forno d'Asolo USC |
| ---------------------------- | ---------------------------- | ---------------------------- |
| Num                          | Coureur                      | Pos                          |
| 21                           | Giorgia Bronzini (ITA)       | 32e                          |
| 22                           | Francesca Castrucci (ITA)    | 71e                          |
| 23                           | Lavinia Tofanelli (ITA)      | HD-7                         |
| 24                           | Kerryn Charman (AUS)         | HD-7                         |
| 25                           | Valeria Romina Pintos (ARG)  | HD-7                         |
| 26                           | Michelle Beltran (USA)       | HD-7                         |
| 27                           | María Luisa Calle (COL)      | 31e                          |
| 28                           | Marianna Lorenzoni (ITA)     | 44e                          |

| Fanini-Velosport-Gauss ___ | Fanini-Velosport-Gauss ___    | Fanini-Velosport-Gauss ___ |
| -------------------------- | ----------------------------- | -------------------------- |
| Num                        | Coureur                       | Pos                        |
| 31                         | Edita Kubelskienė (LTU)       | AB-8                       |
| 32                         | Volha Hayeva (BLR)            | 23e                        |
| 33                         | Gabriella Palotai (HUN)       | HD-7                       |
| 34                         | Lisa Bacchiavini (ITA)        | HD-7                       |
| 35                         | Eleonora Soldo (ITA)          | AB-6                       |
| 36                         | Debora Cristina Gerhard (BRA) | HD-7                       |
| 37                         | Rosane Kirch (BRA)            | 60e                        |
| 38                         | Jessica Compiano (ARG)        | HD-7                       |

| Bianchi Aliverti ALI | Bianchi Aliverti ALI            | Bianchi Aliverti ALI |
| -------------------- | ------------------------------- | -------------------- |
| Num                  | Coureur                         | Pos                  |
| 41                   | Veronica Andrèasson (SWE)       | 35e                  |
| 42                   | Barbara Cazzaniga (ITA)         | 65e                  |
| 43                   | Lise Christensen                | 14e                  |
| 44                   | Catherine Hare Willianson (GBR) | 47e                  |
| 45                   | Zinaida Stahurskaia (BLR)       | 6e                   |
| 46                   | Luisa Tamanini (ITA)            | 41e                  |
| 47                   | Erika Vilūnaitė (LTU)           | 49e                  |
| 48                   | Vera Carrara (ITA)              | NP-3                 |

| Australie AUS | Australie AUS    | Australie AUS |
| ------------- | ---------------- | ------------- |
| Num           | Coureur          | Pos           |
| 51            | Katie Brown      | HD-7          |
| 52            | Lorian Graham    | 18e           |
| 53            | Alexis Rhodes    | 59e           |
| 54            | Kate Nichols     | 48e           |
| 55            | Candice Sullivan | 72e           |
| 56            | Katherine Bates  | 63e           |
| 57            | Hannah Banks     | NP-7          |
| 58            | Belinda Goss     | HD-7          |

| Bizkaia-Panda Software-Durango BIZ | Bizkaia-Panda Software-Durango BIZ | Bizkaia-Panda Software-Durango BIZ |
| ---------------------------------- | ---------------------------------- | ---------------------------------- |
| Num                                | Coureur                            | Pos                                |
| 61                                 | Joane Somarriba (ESP)              | 2e                                 |
| 62                                 | Cristina Alcalde (ESP)             | 61e                                |
| 63                                 | Maria Cagigas (ESP)                | 76e                                |
| 64                                 | Agurtzane Elorriaga (ESP)          | 77e                                |
| 65                                 | Iosune Murillo Elkano (ESP)        | 51e                                |
| 66                                 | Maitane Telletxea (ESP)            | HD-7                               |
| 67                                 | Naiara Telletxea (ESP)             | HD-7                               |
| 68                                 | Gema Pascual (ESP)                 | 56e                                |

| Buitenpoort-Flexpoint BFL | Buitenpoort-Flexpoint BFL  | Buitenpoort-Flexpoint BFL |
| ------------------------- | -------------------------- | ------------------------- |
| Num                       | Coureur                    | Pos                       |
| 71                        | Mirjam Melchers (NED)      | 8e                        |
| 73                        | Tanja Schmidt-Hennes (GER) | 27e                       |
| 74                        | Lada Kozlíková (CZE)       | 16e                       |
| 75                        | Christina Becker (GER)     | AB-5                      |
| 76                        | Amber Neben (USA)          | 4e                        |
| 77                        | Sandra Rombouts (NED)      | 20e                       |

| Società Sportiva Lazio Ciclismo Team Ladispoli LCT | Società Sportiva Lazio Ciclismo Team Ladispoli LCT | Società Sportiva Lazio Ciclismo Team Ladispoli LCT |
| -------------------------------------------------- | -------------------------------------------------- | -------------------------------------------------- |
| Num                                                | Coureur                                            | Pos                                                |
| 81                                                 | Silvia Parietti (ITA)                              | 29e                                                |
| 82                                                 | Marta Vilajosana (ESP)                             | 16e                                                |
| 83                                                 | Costanza Martinelli (ITA)                          | HD-7                                               |
| 84                                                 | Leda Cox (GBR)                                     | HD-7                                               |
| 85                                                 | Emanuela Citracca (ITA)                            | 46e                                                |
| 86                                                 | Barbara Lancioni (ITA)                             | 13e                                                |
| 88                                                 | Ivana Soledad Kunze (ARG)                          | HD-7                                               |

| Team Fenixs / Nürnberger ___ | Team Fenixs / Nürnberger ___ | Team Fenixs / Nürnberger ___ |
| ---------------------------- | ---------------------------- | ---------------------------- |
| Num                          | Coureur                      | Pos                          |
| 91                           | Svetlana Boubnenkova (RUS)   | 7e                           |
| 92                           | Julia Martisova (RUS)        | 39e                          |
| 93                           | Eva Lechner (ITA)            | NP-4                         |
| 94                           | Marzia Lavorini (ITA)        | NP-1                         |
| 95                           | Elena Eifler (GER)           | HD-7                         |
| 96                           | Ilenia Lazzaro (ITA)         | HD-7                         |
| 97                           | Oenone Wood (AUS)            | 52e                          |
| 98                           | Regina Schleicher (GER)      | HD-7                         |

| États-Unis USA | États-Unis USA     | États-Unis USA |
| -------------- | ------------------ | -------------- |
| Num            | Coureur            | Pos            |
| 101            | Christine Thorburn | 11e            |
| 102            | Laura Van Gilder   | 73e            |
| 104            | Lauren Franges     | 66e            |
| 105            | Christine Ruiter   | 58e            |
| 107            | Candice Blickem    | 80e            |
| 108            | Grace Fleury       | 68e            |

| Nobili Rubinetterie-Menikini NMC | Nobili Rubinetterie-Menikini NMC | Nobili Rubinetterie-Menikini NMC |
| -------------------------------- | -------------------------------- | -------------------------------- |
| Num                              | Coureur                          | Pos                              |
| 111                              | Edita Pučinskaitė (LTU)          | 3e                               |
| 112                              | Miho Oki (JPN)                   | 25e                              |
| 113                              | Olga Sljussarewa (RUS)           | 12e                              |
| 114                              | Silvia Valsecchi (ITA)           | 75e                              |
| 115                              | Joanne Kiesanowski (NZL)         | 33e                              |
| 116                              | Sigrid Corneo (ITA)              | AB-8                             |
| 117                              | Evelyn García                    | HD-7                             |
| 118                              | Oxana Kostenko (RUS)             | 78e                              |

| S.A.T.S TSA | S.A.T.S TSA                 | S.A.T.S TSA |
| ----------- | --------------------------- | ----------- |
| Num         | Coureur                     | Pos         |
| 121         | Trine Hansen                | 22e         |
| 122         | Rachel Heal (GBR)           | 19e         |
| 123         | Christina Peick-Andersen    | 54e         |
| 124         | Dorte Lohse Rasmussen (DEN) | 15e         |
| 125         | Melissa Holt (NZL)          | 40e         |
| 126         | Meredith Miller (USA)       | 50e         |
| 127         | Mette Fischer Andreasen     | 28e         |
| 128         | Sarah Ulmer (NZL)           | 9e          |

| SC Michela Fanini Record Rox MIC | SC Michela Fanini Record Rox MIC | SC Michela Fanini Record Rox MIC |
| -------------------------------- | -------------------------------- | -------------------------------- |
| Num                              | Coureur                          | Pos                              |
| 131                              | Maja Adamsen (DEN)               | 55e                              |
| 132                              | Alessandra Borchi (ITA)          | HD-7                             |
| 133                              | Maria Fanucci (ITA)              | AB-8                             |
| 134                              | Letizia Giardinelli (ITA)        | HD-7                             |
| 135                              | Katia Longhin (ITA)              | 38e                              |
| 136                              | Claudia Marietta (ITA)           | 69e                              |
| 137                              | Lynn Gaggioli (USA)              | NP-6                             |
| 138                              | Annette Beutler (SUI)            | 10e                              |

| Bigla BCT | Bigla BCT              | Bigla BCT |
| --------- | ---------------------- | --------- |
| Num       | Coureur                | Pos       |
| 141       | Zulfiya Zabirova (KAZ) | 21e       |
| 142       | Nicole Brändli (SUI)   | 1re       |
| 143       | Sabrina Emmasi (SUI)   | NP-4      |
| 144       | Lidia Arcangeli (ITA)  | HD-7      |
| 145       | Noemi Cantele (ITA)    | 24e       |
| 146       | Melanie Tunesi (SUI)   | HD-7      |
| 147       | Johanna Buick (NZL)    | 53e       |

| Vrienden van het Platteland VVP | Vrienden van het Platteland VVP | Vrienden van het Platteland VVP |
| ------------------------------- | ------------------------------- | ------------------------------- |
| Num                             | Coureur                         | Pos                             |
| 151                             | Chantal Beltman (NED)           | 30e                             |
| 152                             | Minke Slingerland (NED)         | 67e                             |
| 153                             | Andrea Bosman (NED)             | 36e                             |
| 154                             | Sharon van Essen (NED)          | 34e                             |
| 155                             | Aukje De Koning (NED)           | 70e                             |
| 156                             | Kristy Miggels (NED)            | HD-7                            |

| Espagne ESP | Espagne ESP            | Espagne ESP |
| ----------- | ---------------------- | ----------- |
| Num         | Coureur                | Pos         |
| 161         | Eneritz Iturriaga      | 37e         |
| 163         | Azucena Sanchez Benito | HD-7        |
| 164         | Leticia Gil            | AB-5        |
| 165         | Rosario Rodriguez      | 79e         |
| 166         | Alicia Palop           | 74e         |
| 167         | Nekane Lasa            | 64e         |
| 168         | María Isabel Moreno    | 5e          |

| Team FRW / Top Girls Fassa ___ | Team FRW / Top Girls Fassa ___ | Team FRW / Top Girls Fassa ___ |
| ------------------------------ | ------------------------------ | ------------------------------ |
| Num                            | Coureur                        | Pos                            |
| 1                              | Fabiana Luperini (ITA)         | AB-4                           |
| 2                              | Martina Corazza (ITA)          | 45e                            |
| 3                              | Natalia Katchalka (UKR)        | 26e                            |
| 4                              | Tania Belvederesi (ITA)        | HD-7                           |
| 5                              | Kettj Manfrin (ITA)            | HD-7                           |
| 6                              | Laura Pisaneschi (ITA)         | HD-7                           |
| 7                              | Michelle Hyland (NZL)          | 43e                            |

| Saccarelli EMU Marsciano SEM | Saccarelli EMU Marsciano SEM | Saccarelli EMU Marsciano SEM |
| ---------------------------- | ---------------------------- | ---------------------------- |
| Num                          | Coureur                      | Pos                          |
| 11                           | Monia Baccaille (ITA)        | 42e                          |
| 13                           | Paola Pezzo (ITA)            | NP-3                         |
| 14                           | Francesca Tognali (ITA)      | HD-7                         |
| 15                           | Alessandra D'Ettorre (ITA)   | HD-7                         |
| 16                           | Claire Baxter (AUS)          | HD-7                         |
| 17                           | Verónica Leal (MEX)          | 62e                          |
| 18                           | Maria Lucilene Silva (BRA)   | 57e                          |

| USC Chirio Forno d'Asolo USC | USC Chirio Forno d'Asolo USC | USC Chirio Forno d'Asolo USC |
| ---------------------------- | ---------------------------- | ---------------------------- |
| Num                          | Coureur                      | Pos                          |
| 21                           | Giorgia Bronzini (ITA)       | 32e                          |
| 22                           | Francesca Castrucci (ITA)    | 71e                          |
| 23                           | Lavinia Tofanelli (ITA)      | HD-7                         |
| 24                           | Kerryn Charman (AUS)         | HD-7                         |
| 25                           | Valeria Romina Pintos (ARG)  | HD-7                         |
| 26                           | Michelle Beltran (USA)       | HD-7                         |
| 27                           | María Luisa Calle (COL)      | 31e                          |
| 28                           | Marianna Lorenzoni (ITA)     | 44e                          |

| Fanini-Velosport-Gauss ___ | Fanini-Velosport-Gauss ___    | Fanini-Velosport-Gauss ___ |
| -------------------------- | ----------------------------- | -------------------------- |
| Num                        | Coureur                       | Pos                        |
| 31                         | Edita Kubelskienė (LTU)       | AB-8                       |
| 32                         | Volha Hayeva (BLR)            | 23e                        |
| 33                         | Gabriella Palotai (HUN)       | HD-7                       |
| 34                         | Lisa Bacchiavini (ITA)        | HD-7                       |
| 35                         | Eleonora Soldo (ITA)          | AB-6                       |
| 36                         | Debora Cristina Gerhard (BRA) | HD-7                       |
| 37                         | Rosane Kirch (BRA)            | 60e                        |
| 38                         | Jessica Compiano (ARG)        | HD-7                       |

| Bianchi Aliverti ALI | Bianchi Aliverti ALI            | Bianchi Aliverti ALI |
| -------------------- | ------------------------------- | -------------------- |
| Num                  | Coureur                         | Pos                  |
| 41                   | Veronica Andrèasson (SWE)       | 35e                  |
| 42                   | Barbara Cazzaniga (ITA)         | 65e                  |
| 43                   | Lise Christensen                | 14e                  |
| 44                   | Catherine Hare Willianson (GBR) | 47e                  |
| 45                   | Zinaida Stahurskaia (BLR)       | 6e                   |
| 46                   | Luisa Tamanini (ITA)            | 41e                  |
| 47                   | Erika Vilūnaitė (LTU)           | 49e                  |
| 48                   | Vera Carrara (ITA)              | NP-3                 |

| Australie AUS | Australie AUS    | Australie AUS |
| ------------- | ---------------- | ------------- |
| Num           | Coureur          | Pos           |
| 51            | Katie Brown      | HD-7          |
| 52            | Lorian Graham    | 18e           |
| 53            | Alexis Rhodes    | 59e           |
| 54            | Kate Nichols     | 48e           |
| 55            | Candice Sullivan | 72e           |
| 56            | Katherine Bates  | 63e           |
| 57            | Hannah Banks     | NP-7          |
| 58            | Belinda Goss     | HD-7          |

| Bizkaia-Panda Software-Durango BIZ | Bizkaia-Panda Software-Durango BIZ | Bizkaia-Panda Software-Durango BIZ |
| ---------------------------------- | ---------------------------------- | ---------------------------------- |
| Num                                | Coureur                            | Pos                                |
| 61                                 | Joane Somarriba (ESP)              | 2e                                 |
| 62                                 | Cristina Alcalde (ESP)             | 61e                                |
| 63                                 | Maria Cagigas (ESP)                | 76e                                |
| 64                                 | Agurtzane Elorriaga (ESP)          | 77e                                |
| 65                                 | Iosune Murillo Elkano (ESP)        | 51e                                |
| 66                                 | Maitane Telletxea (ESP)            | HD-7                               |
| 67                                 | Naiara Telletxea (ESP)             | HD-7                               |
| 68                                 | Gema Pascual (ESP)                 | 56e                                |

| Buitenpoort-Flexpoint BFL | Buitenpoort-Flexpoint BFL  | Buitenpoort-Flexpoint BFL |
| ------------------------- | -------------------------- | ------------------------- |
| Num                       | Coureur                    | Pos                       |
| 71                        | Mirjam Melchers (NED)      | 8e                        |
| 73                        | Tanja Schmidt-Hennes (GER) | 27e                       |
| 74                        | Lada Kozlíková (CZE)       | 16e                       |
| 75                        | Christina Becker (GER)     | AB-5                      |
| 76                        | Amber Neben (USA)          | 4e                        |
| 77                        | Sandra Rombouts (NED)      | 20e                       |

| Società Sportiva Lazio Ciclismo Team Ladispoli LCT | Società Sportiva Lazio Ciclismo Team Ladispoli LCT | Società Sportiva Lazio Ciclismo Team Ladispoli LCT |
| -------------------------------------------------- | -------------------------------------------------- | -------------------------------------------------- |
| Num                                                | Coureur                                            | Pos                                                |
| 81                                                 | Silvia Parietti (ITA)                              | 29e                                                |
| 82                                                 | Marta Vilajosana (ESP)                             | 16e                                                |
| 83                                                 | Costanza Martinelli (ITA)                          | HD-7                                               |
| 84                                                 | Leda Cox (GBR)                                     | HD-7                                               |
| 85                                                 | Emanuela Citracca (ITA)                            | 46e                                                |
| 86                                                 | Barbara Lancioni (ITA)                             | 13e                                                |
| 88                                                 | Ivana Soledad Kunze (ARG)                          | HD-7                                               |

| Team Fenixs / Nürnberger ___ | Team Fenixs / Nürnberger ___ | Team Fenixs / Nürnberger ___ |
| ---------------------------- | ---------------------------- | ---------------------------- |
| Num                          | Coureur                      | Pos                          |
| 91                           | Svetlana Boubnenkova (RUS)   | 7e                           |
| 92                           | Julia Martisova (RUS)        | 39e                          |
| 93                           | Eva Lechner (ITA)            | NP-4                         |
| 94                           | Marzia Lavorini (ITA)        | NP-1                         |
| 95                           | Elena Eifler (GER)           | HD-7                         |
| 96                           | Ilenia Lazzaro (ITA)         | HD-7                         |
| 97                           | Oenone Wood (AUS)            | 52e                          |
| 98                           | Regina Schleicher (GER)      | HD-7                         |

| États-Unis USA | États-Unis USA     | États-Unis USA |
| -------------- | ------------------ | -------------- |
| Num            | Coureur            | Pos            |
| 101            | Christine Thorburn | 11e            |
| 102            | Laura Van Gilder   | 73e            |
| 104            | Lauren Franges     | 66e            |
| 105            | Christine Ruiter   | 58e            |
| 107            | Candice Blickem    | 80e            |
| 108            | Grace Fleury       | 68e            |

| Nobili Rubinetterie-Menikini NMC | Nobili Rubinetterie-Menikini NMC | Nobili Rubinetterie-Menikini NMC |
| -------------------------------- | -------------------------------- | -------------------------------- |
| Num                              | Coureur                          | Pos                              |
| 111                              | Edita Pučinskaitė (LTU)          | 3e                               |
| 112                              | Miho Oki (JPN)                   | 25e                              |
| 113                              | Olga Sljussarewa (RUS)           | 12e                              |
| 114                              | Silvia Valsecchi (ITA)           | 75e                              |
| 115                              | Joanne Kiesanowski (NZL)         | 33e                              |
| 116                              | Sigrid Corneo (ITA)              | AB-8                             |
| 117                              | Evelyn García                    | HD-7                             |
| 118                              | Oxana Kostenko (RUS)             | 78e                              |

| S.A.T.S TSA | S.A.T.S TSA                 | S.A.T.S TSA |
| ----------- | --------------------------- | ----------- |
| Num         | Coureur                     | Pos         |
| 121         | Trine Hansen                | 22e         |
| 122         | Rachel Heal (GBR)           | 19e         |
| 123         | Christina Peick-Andersen    | 54e         |
| 124         | Dorte Lohse Rasmussen (DEN) | 15e         |
| 125         | Melissa Holt (NZL)          | 40e         |
| 126         | Meredith Miller (USA)       | 50e         |
| 127         | Mette Fischer Andreasen     | 28e         |
| 128         | Sarah Ulmer (NZL)           | 9e          |

| SC Michela Fanini Record Rox MIC | SC Michela Fanini Record Rox MIC | SC Michela Fanini Record Rox MIC |
| -------------------------------- | -------------------------------- | -------------------------------- |
| Num                              | Coureur                          | Pos                              |
| 131                              | Maja Adamsen (DEN)               | 55e                              |
| 132                              | Alessandra Borchi (ITA)          | HD-7                             |
| 133                              | Maria Fanucci (ITA)              | AB-8                             |
| 134                              | Letizia Giardinelli (ITA)        | HD-7                             |
| 135                              | Katia Longhin (ITA)              | 38e                              |
| 136                              | Claudia Marietta (ITA)           | 69e                              |
| 137                              | Lynn Gaggioli (USA)              | NP-6                             |
| 138                              | Annette Beutler (SUI)            | 10e                              |

| Bigla BCT | Bigla BCT              | Bigla BCT |
| --------- | ---------------------- | --------- |
| Num       | Coureur                | Pos       |
| 141       | Zulfiya Zabirova (KAZ) | 21e       |
| 142       | Nicole Brändli (SUI)   | 1re       |
| 143       | Sabrina Emmasi (SUI)   | NP-4      |
| 144       | Lidia Arcangeli (ITA)  | HD-7      |
| 145       | Noemi Cantele (ITA)    | 24e       |
| 146       | Melanie Tunesi (SUI)   | HD-7      |
| 147       | Johanna Buick (NZL)    | 53e       |

| Vrienden van het Platteland VVP | Vrienden van het Platteland VVP | Vrienden van het Platteland VVP |
| ------------------------------- | ------------------------------- | ------------------------------- |
| Num                             | Coureur                         | Pos                             |
| 151                             | Chantal Beltman (NED)           | 30e                             |
| 152                             | Minke Slingerland (NED)         | 67e                             |
| 153                             | Andrea Bosman (NED)             | 36e                             |
| 154                             | Sharon van Essen (NED)          | 34e                             |
| 155                             | Aukje De Koning (NED)           | 70e                             |
| 156                             | Kristy Miggels (NED)            | HD-7                            |

| Espagne ESP | Espagne ESP            | Espagne ESP |
| ----------- | ---------------------- | ----------- |
| Num         | Coureur                | Pos         |
| 161         | Eneritz Iturriaga      | 37e         |
| 163         | Azucena Sanchez Benito | HD-7        |
| 164         | Leticia Gil            | AB-5        |
| 165         | Rosario Rodriguez      | 79e         |
| 166         | Alicia Palop           | 74e         |
| 167         | Nekane Lasa            | 64e         |
| 168         | María Isabel Moreno    | 5e          |

### Autre
- (it) Site officiel